# Itchy & Scratchy Land (Simpsons-avsnitt)
"Itchy & Scratchy Land" är avsnitt fyra från säsong sex av Simpsons och sändes på Fox i USA den 2 oktober 1994. Marge vill ha en perfekt semestertripp med familjen och Bart och Lisa övertygar henne och Homer att få åka till Itchy & Scratchy Land. Resan går utan problem för familjen tills robotarna som föreställer Itchy & Scratchy får eget liv och börjar jaga familjen. Avsnittet skrevs av John Swartzwelder och regisserades av Wes Archer.

## Handling
Bart och Lisa ser en reklamfilm för en nöjesparken Itchy & Scratchy Land och vill genast åka dit. Marge berättar för dem att de i sommar ska istället åka till ett fågelskyddsområde, men efter att de berättar för dem att parken har en avdelning för vuxna övertygas Marge och Homer att åka dit mot barnen mot att de det blir deras bästa semester någonsin. Efter en lång bilresa kommer de till parkområdet och efter de parkerat bilen åker de helikopter till ön där parken ligger.
Marge är obekväm med alla referenser till våld i parken, men ser snart fördelarna med nöjesparken, bland annat paraden med Itchy och Scratchy-robotarna innan hon går med Homer till området för föräldrarna medan barnen fortsätter utforska nöjesparken. Bart bestämmer sig för att skicka iväg en stinkbomb till en person som är utklädd till Itchy och hamnar i parkets fängelse där även Homer hamnat efter sparkat en av maskotarna i baken, vilket även Bart gjorde innan men inte då blev  upptäckt. Marge blir kontaktad och hämtar de två från fängelset.
Professor Frink som jobbar med robotarna har upptäckt att de snart kommer att få en egen vilja och förstöra allt och alla istället för varandra, han visar sig räknat fel på tiden och robotarna börja attackera allt och alla på direkten utom kontroll. Nöjesparken utryms och kvar blir familjen Simpson som blir jagade av robotarna. De upptäcker att robotarna kortsluts av blixtar från kameror och de börja fota robotarna med blixt från engångskameror som alla får kortslutning och de besegrar robotarna. Familjen blir tackade med två fribiljetter för de räddade nöjesparken. Marge skäms men då hon förstår att de var deras bästa semester någonsin blir hon gladare och de bestämmer sig för att inte prata om resan igen.

## Produktion
"Itchy & Scratchy Land" skrevs av John Swartzwelder och regisserades av David Mirkin. Avsnittet var svårare att göra då stora delar av avsnittet utspelade sig i en ny miljö. Då avsnittet gjordes hade de fått uppmaningar att minska på våldet av Itchy & Scratchy av Fox men de skrev då in istället extra mycket våld i avsnittet. Några scener klipptes bort sen. Avsnittet uppskattas av animatörerna då de gillar scener med våld.

## Kulturella referenser
Itchy & Scratchy Land är en parodi på Disneyland Park. Paraden på nöjesparken är en referens till Main Street Electrical Parade. Euro Itchy & Scratchy Land är en parodi på Eurodisney. Helikopterturen och logotypen för helikoptern är en parodi på Jurassic Park.  Idén att robotarna gör uppror är en parodi på Westworld. "Scratchtasia" är en parodi på  Fantasia. "Pinnitchio" är en parodi på Pinocchio. Att Hans Moleman attackeras av fåglar medan han är i en telefonkiosk är referens till Fåglarna. Roger Meyers, Sr. är en parodi på Walt Disney. Ljudet på fordonet som tar Bart till fängelset är samma ljud som spelas inne i Rebel Base i Stjärnornas krig. Homers flashback med Amish-folket är en referens till Vittne till mord. Familjens resa till nöjesparken är en parodi på Ett päron till farsa.

## Mottagande
Avsnittet hamnade på plats 67 över mest sedda program under veckan med en Nielsen ratings på 9.0, vilket gav 8,6 miljoner hushåll och det tredje mest sedda på Fox under veckan. Scratchtasia är en av David Mirkins favoriter av Itchy & Scratchy-skämten. Avsnittet hamnade på plats sju under 2003 i en lista över de bästa avsnittet hos Entertainment Weekly. Warren Martyn och Adrian Wood har i I Can't Believe It's a Bigger and Better Updated Unofficial Simpsons Guide kallat avsnittet för otypisk och har en tunn handling men alla som varit på Disneyland kommer att gilla den. Avsnittet hamnade på plats sex i listan över de tio bästa avsnitten hos MSNBC under 2007. Under 2014 placerades "Scratchtasia" från avsnittet som en av de nio bästa delarna av "Itchy & Stratchy" i seriens historia enligt författarna.